# Сулейманова, Гузель Наилевна
Гузе́ль Наи́левна Сулейма́нова (баш. Гүзәл Наил ҡыҙы Сөләймәнова; род. 10 июня 1979) — российская артистка балета. Заслуженная артистка Российской Федерации (2007), народная артистка Республики Башкортостан (2003), лауреат международных конкурсов, лауреат Государственной премии им. С. Юлаева и Республиканской молодёжной премии им. Ш. Бабича.

## Биография
В балетной труппе Башкирского государственного театра оперы и балета с 1994 года, с 1997 года — ведущая солистка.
Многократная участница Международного фестиваля балетного искусства имени Рудольфа Нуреева в Уфе. Выступала с К. Пакеттом (Grand Opera), Р. Рыкиным (Бостонская балетная компания), П. Москвито (Балетная труппа Дрездена), Д. Тамазлакару (Берлинский театр Staatsballet), А. Евдокимовым, К. Ивановым, М. Ивата (Большой театр).
В 2004 году 25-летию со дня рождения и 10-летию творческой деятельности Гузели Сулеймановой был посвящён спектакль «Баядерка» Л. Минкуса, где балерина выступила в партии Никии.
В 2005 году по приглашению руководства театра Cairo opera house в Каире выступила в премьерных спектаклях «Дон Кихот» и «Щелкунчик».
В 2008 году в составе делегации Республики Башкортостан выступила в гала-концерте мастеров искусств в штаб-квартире Юнеско во Франции.

## Образование
- Башкирское хореографическое училище (ныне — Башкирское хореографическое училище им. Р. Нуреева); класс народной артистки Республики Башкортостан Л. Шапкиной — 1997
- Казанская академия культуры и искусств («педагог-хореограф») — 2003.

## Репертуар
- Лиза (П. Гертель «Тщетная предосторожность»)
- Сильфида (Х. Левенсхольд «Сильфида»)
- Анна (В. Гаврилин «Анюта»)
- Жизель, Па-де-де (А. Адан «Жизель»)
- Анель, Франциска, Вакханка (И. Штраус «Голубой Дунай»)
- Вариация (Л. Минкус «Пахита»)
- Китри, Жуанита и Пиккилия, Видение Китри, Вторая вариация (Л. Минкус «Дон Кихот»)
- Никия, Гамзатти (Л. Минкус «Баядерка»)
- Вакханка (Ш. Гуно «Вальпургиева ночь»)
- Седьмой вальс и мазурка, Прелюд, Сильфида («Шопениана»)
- Одетта-Одиллия, Итальянская невеста, Друзья принца (П. Чайковский «Лебединое озеро»)
- Аврора, Принцесса Флорина, Фея Нежности, Фея Щедрости, Фея Бриллиантов (П. Чайковский «Спящая красавица»)
- Мари, Китайская кукла, Испанская кукла, Русская кукла (П. Чайковский «Щелкунчик»)
- Мария (Б. Асафьев «Бахчисарайский фонтан»)
- Джульетта (С. Прокофьев «Ромео и Джульетта»)
- Золушка, Русский танец (С. Прокофьев «Золушка»)
- Кармен (Ж. Бизе — Р. Щедрин «Кармен-сюита»)
- Зайтунгуль, Маленькие журавли (Л. Степанов, З. Исмагилов «Журавлиная песнь»)
- Гюльджан (Л. Исмагилова «Ходжа Насретдин»)
- Йондоз, Эрке (Л. Исмагилова «Аркаим»)
- Бекки Тэтчер (П. Овсянников «Том Сойер»)

### Концертные номера
- Па-де-де (А. Адан «Корсар»)
- «Классическое па-де-де» (муз. П. Чайковского)
- Па-де-де (П. Чайковский «Щелкунчик», хореография Р. Нуреева)
- Па-де-де Дианы и Актеона (Ц. Пуньи, С. Василенко «Эсмеральда»)
- Па-де-де (Б. Асафьев «Пламя Парижа»)
- «Элегия» (муз. С. Рахманинова, хореография В. Усманова)
- «Мираж» (муз. П. Даллио, хореография А. Пепеляева)

## Гастроли
В составе труппы БГТОиБ выезжала на гастроли в США (1995), Италию (2000, 2003), Голландию (1995), Египет (2003, 2005), Португалию (2005, 2007), Таиланд (2006, 2008), Бразилию (2007).

## Звания и награды
- 1998 — присвоено почётное звание «Заслуженная артистка Республики Башкортостан»
- 1999 — лауреат Международного конкурса артистов балета имени Сержа Лифаря в Киеве (II премия и серебряная медаль)
- 2000 — лауреат Республиканской молодёжной премии Республики Башкортостан имени Ш. Бабича
- 2000 — дипломант Международного конкурса артистов балета имени Р. Нуреева в Будапеште
- 2001 — дипломант Международного конкурса артистов балета в Казани (специальный приз «За грацию»)
- 2003 — лауреат Международного конкурса творческой молодёжи «Шабыт» («Вдохновение») в Астане (I премия)
- 2003 — присвоено почётное звание «Народная артистка Республики Башкортостан»
- 2004 — дипломант Международного конкурса артистов балета «Арабеск» в Перми (удостоена специальной премии «За вклад в развитие культуры башкирского и татарского народов и достойное представление нации на Международном конкурсе»)
- 2007 — присвоено почётное звание «Заслуженная артистка Российской Федерации»
- В 2008 году удостоена премии имени Салавата Юлаева «за большой вклад в развитие балетного искусства республики, высокое мастерство в исполнении главных ролей Одетты-Одилии в „Лебедином озере“, Джульетты в „Ромео и Джульетте“, Йондоз в „Аркаиме“, Марии в „Бахчисарайском фонтане“»[1][2][3].